# Prochilodus vimboides
Prochilodus vimboides es una especie de pez de la familia Prochilodontidae en el orden de los Characiformes.

## Morfología
Los machos pueden llegar alcanzar los 33 cm de longitud total.

## Hábitat
Es un pez de agua dulce y de  clima subtropical.

## Distribución geográfica
Se encuentran en Sudamérica:  cuenca del río São Francisco, áreas orientales del río Paraná y ríos costeros del Brasil entre los ríos Jequitinhonha y  Paraíba.